# Roustiquette
La roustiquette ou « rôtie » est en Gaume (Belgique) un mets familial de pommes de terre préparé en hiver pour le souper.
Les pommes de terre de petite taille épluchées sont précuites à l'eau salée puis transvasées dans une marmite en fonte qu'on place sur le feu. L'absence de toute graisse fait attacher et brûler les tubercules en contact avec la fonte, ce qui parfume et colore le reste des pommes de terre ; celles-ci sont servies, arrosées d'une sauce au lard frit, dans un grand plat peu profond placé au centre de la table et dans lequel chaque membre de la famille puise directement sa bouchée.
Il arrivait qu'on ajoute, en fin de cuisson, un peu de café noir ou qu'on déglace la poêle à graisse avec du café pour en arroser ensuite le plat.
Pour faciliter le décollement des tubercules du fond du récipient de cuisson, il était de coutume de poser la marmite à terre pendant une dizaine de minutes puis de réchauffer doucement les pommes de terre sur le côté du fourneau.
Le légume, coupé en morceaux, pouvait se passer de la précuisson à l'eau.
La roustiquette pouvait accompagner des saurets, du caillé ou une salade de pissenlit, « et cela au moins 350 fois par an ».